# 2021年CBA选秀
2021年CBA选秀是中国篮球协会于2021-22年中国男子篮球职业联赛开赛之前举办的新球员选拔活动，于2021年7月18日在山东青岛举行。该次选秀大会共有20支联赛队伍及87名新秀球员参加，标语为“梦想不设限”。

## 规则
本年度选秀大会的主要规则与上届无异，但随着宁波富邦获得中国男子篮球职业联赛准入资格，该次选秀大会的规则亦作出相应改动，增设了如下针对该球队的特殊规则：
- 宁波富邦直接获得每轮选秀的第20顺位。
- 宁波富邦另行获得一个特别选秀权，该等选秀权会在第二轮有球队放弃某一顺位的选秀权时被激活。
- 两轮选秀结束后，宁波富邦可在选中球员数量少于6人的情况下继续挑选球员，直至选满6人。

## 参选球员
该年度CBA选秀于2021年6月7日至30日期间开放合资格人士报名。报名流程包括两个阶段，参选球员需先在6月28日及之前于CBA官方网站进行预报名，再于当月10日及之后提交纸质报名资料以完成正式报名流程。
2021年7月2日，CBA公司公布了该次选秀大会的参选球员名单，指该年度选秀共收到250份预报名申请，并有116人通过初选，最终有90名球员获得参选资格，包括49名大学生球员、2名港澳台球员、9名俱乐部推荐球员及30名以个人名义参选的球员。
2021年7月8日，CBA公司于官网发布公告，宣布罗文俊、杨熙、张斌等3人违反了“非俱乐部推荐球员在选秀前及选秀期间不得与任何单位签署球员聘用合同”之规定，并取消他们的参选资格，是为CBA选秀历史上首度出现官方直接取消参选者选秀资格之情形。因此，最终参选人数被修订为87人。

## 选秀流程

### 选秀权交易
本年度选秀大会发生了大量的选秀权交易事件，包括：
- 上海久事将其拥有的第一轮第6顺位选秀权交易予福建浔兴，该选秀权为前者由后者引入王哲林的其中一个筹码[8]。随后，上海久事同样将其拥有的第二轮第4顺位选秀权交易至福建浔兴[3]。
- 天津荣钢将其拥有的第一轮第5顺位选秀权交易予北京首钢，以换取后者的球员李佳益。[9]
- 深圳新世纪、浙江广厦分别将其拥有的全数两轮选秀权交易予山西国投及南京同曦。[3]
- 广东宏远、新疆广汇、浙江稠州均将其拥有的第一轮选秀权转让予宁波富邦。[3]

### 乐透抽签
该年度CBA选秀的乐透区状元签中签率于2021年4月13日晚间随着2020-21赛季CBA常规赛的完结而公布，当中、江苏肯帝亚、南京同曦、天津荣钢、福建浔兴、山西国投、上海久事及北京控股分别有25%、21%、18%、14%、11%、7%、4%的概率获得状元签。
抽签仪式则于当月14日上午在诸暨耀江开元酒店举办。最终，福建队抽得状元签，而榜眼签及探花签就分属南京队及山西队。

### 训练营
因应2019冠状病毒病疫情之防控措施，本年度选秀与上届一样，不设球员训练营。

### 选秀大会及最终结果
该年度CBA选秀于2021年7月18日在山东省青岛市国信体育中心钻石体育馆举办，2016年CBA选秀状元郭凯、2018年CBA选秀入选者万圣伟以特邀嘉宾身份出席。该年度选秀大会首次实施了参选者邀请制度，中国篮球协会透过对各CBA俱乐部实施问卷调查的方式确定了37名有资格现场出席选秀大会的参选者。此外，该年度选秀大会亦首度对公众售卖门票。
最终，有30名球员被13支球队相中，为历届最高；相应地，有7支球队未有在本次选秀大会上引入新球员。
| 第一轮 | 第一轮         | 第一轮 | 第一轮         | 第一轮                 | 第二轮 | 第二轮                | 第二轮        | 第二轮        | 第二轮             |
| 总顺位 | 入选球队       | 姓名   | 出生日期       | 毕业院校或选送单位     | 总顺位 | 入选球队              | 姓名          | 出生日期      | 毕业院校或选送单位 |
| ------ | -------------- | ------ | -------------- | ---------------------- | ------ | --------------------- | ------------- | ------------- | ------------------ |
| 1      | 福建浔兴       | 王翊雄 | 1998年3月19日  | 加州州立大学富尔顿分校 | 20     | 江苏肯帝亚 → 宁波富邦 | 肖天          | 1999年2月19日 | 上海久事（CBA）    |
| 2      | 南京同曦       | 赵柏清 | 1998年12月19日 | 北京大学               | 21     | 南京同曦              | 邬挺嘉        | 1997年5月15日 | 中国矿业大学       |
| 3      | 山西国投       | 黎璋霖 | 1997年7月29日  | 中南大学               | 22     | 天津荣钢              | 谢立石        | 1997年7月14日 | 山东科技大学       |
| 4      | 江苏肯帝亚     | 崔晓龙 | 1999年2月19日  | 河南赊店老酒（NBL）    | 23     | 福建浔兴              | 阿迪力·库尔班 | 1998年7月3日  | 个人               |
| 5      | 北京首钢       | 栾利程 | 1998年3月3日   | 宁波大学               | 24     | 山西国投              | 萧键勋        | 1996年3月14日 | 香港篮球总会       |
| 6      | 福建浔兴       | 黎伊扬 | 1998年12月31日 | 厦门大学               | 25     | 福建浔兴              | 庄战          | 1999年2月5日  | 厦门大学           |
| 7      | 北京控股       | 李玮颢 | 1997年7月23日  | 北京化工大学           | 26     | 北京控股              | 刘畅          | 1997年3月19日 | 北京师范大学       |
| 8      | 龙狮           | 齐浩彤 | 1998年6月2日   | 厦门大学               | —      | 龙狮                  | —             | —             | —                  |
| 9      | 四川金强       | 张殿梁 | 1997年9月28日  | 北京化工大学           | 27     | 四川金强              | 李林岳        | 1998年6月5日  | 太原理工大学       |
| 10     | 吉林九台农商行 | 刘禹涛 | 1997年1月10日  | 中南大学               | —      | 吉林九台农商行        | —             | —             | —                  |
| 11     | 山西国投       | 贾昊   | 1999年1月5日   | 河南赊店老酒（NBL）    | —      | 山西国投              | —             | —             | —                  |
| 12     | 北京首钢       | 高升   | 1997年7月5日   | 个人                   | 28     | 北京首钢              | 白谛          | 1999年1月3日  | 个人               |
| 13     | 南京同曦       | 刘东   | 1995年12月22日 | 清华大学               | 29     | 南京同曦              | 关宁          | 1999年7月16日 | 个人               |
| 14     | 青岛国信海天   | 吕俊虎 | 1999年1月5日   | 河南赊店老酒（NBL）    | —      | 青岛国信海天          | —             | —             | —                  |
| 15     | 宁波富邦       | 马振翔 | 2000年1月23日  | 中国矿业大学           | —      | 新疆广汇              | —             | —             | —                  |
| 16     | 山东西王       | 李圣哲 | 1999年10月15日 | 个人                   | —      | 山东西王              | —             | —             | —                  |
| 17     | 宁波富邦       | 王炫   | 1997年11月28日 | 汕头大学               | —      | 浙江稠州              | —             | —             | —                  |
| —      | 辽宁沈阳三生   | —      | —              | —                      | —      | 辽宁沈阳三生          | —             | —             | —                  |
| 18     | 宁波富邦       | 党瑞博 | 1999年1月10日  | 个人                   | —      | 广东宏远              | —             | —             | —                  |
| 19     | 宁波富邦       | 许裕茁 | 1999年8月17日  | 上海久事（CBA）        | 30     | 宁波富邦              | 主昊          | 1999年4月19日 | 华北电力大学       |